# Poicephalus flavifrons
Poicephalus flavifrons là một loài chim trong họ Psittacidae.